# اخمدالار
اخمدالار (به لاتین: Akhmedalar) یک منطقهٔ مسکونی در جمهوری آذربایجان است که در شهرستان بردع واقع شده‌است.